# Estación Gouin
Gouin es una estación de ferrocarril ubicada en la localidad del mismo nombre, Partido de Carmen de Areco, Provincia de Buenos Aires, Argentina.
Fue construida por la Compañía General de Ferrocarriles en la Provincia de Buenos Aires en 1908, como parte de la vía que llegó a Rosario en ese mismo año.

## Servicios
Estación de 1.ª categoría, habilitada para pasajeros, cargas, encomiendas, hacienda y telégrafo.
Actualmente no posee tráfico de trenes de ningún tipo, aunque la Asociación Amigos del Belgrano circula periódicamente con zorras para mantener la traza ferroviaria en óptimas condiciones. Actualmente en las instalaciones de la estación funciona un restaurante especializado en pastas cuya habilitación fue otorgada por el Municipio de Carmen de Areco. El pueblo de Gouin es un pueblo turístico cuyas atracciones en parte es la estación del ferrocarril, la iglesia, la plaza y los antiguas arquitecturas de las viviendas. 

## Historia y Toponimia
Según fecha una placa situada en su galería, la inauguración de la estación se dio en el mes de enero de 1908.
La fundación data del 14 de abril de 1908 y estuvo a cargo de la Compañía Franco Argentina de Tierras. Debe su nombre al fundador de la empresa ferroviaria Compañía General de Buenos Aires.